# Allegiance Air
Allegiance Air — южноафриканская чартерная авиакомпания со штаб-квартирой в пригороде Йоханнесбурга Лансерия (ЮАР).

## Флот
По состоянию на 4 ноября 2008 года воздушный флот авиакомпании Allegiance Air составляли следующие самолёты:
- 5 BAe 146—200